# Danh sách lãnh đạo quốc gia Belarus
Đây là danh sách chi tiết các nhà lãnh đạo quốc gia Belarus từ thời kỳ độc lập đầu tiên, năm 1918, bao gồm cả tổng thống trước và sau khi thuộc Liên Xô, và các nhà lãnh đạo Xô viết, những lãnh đạo không phải là Tổng thống, không phải là những nguyên thủ Quốc gia.

## Lãnh đạo Belarus từ 1918

### Cộng hòa Nhân dân Belarus(1918–1920)
| STT                                                     | Chủ tịch | Chủ tịch             | Bắt đầu    | Kết thúc  | Đảng                             |
| ------------------------------------------------------- | -------- | -------------------- | ---------- | --------- | -------------------------------- |
| Chủ tịch Rada                                           |          |                      |            |           |                                  |
| 1                                                       |          | Jan Sierada          | 9/3/1918   | 5/1918    | Đại hội Xã hội chủ nghĩa Belarus |
| Khuyết (5/1918 – 1/1/1919)                              |          |                      |            |           |                                  |
| Chủ tịch Chính phủ Xô viết lâm thời cách mạng công nông |          |                      |            |           |                                  |
| 2                                                       |          | Zmicier Zhylunovich  | 1/1/1919   | 4/2/1919  | Độc lập/không đảng phái          |
| Chủ tịch Ủy ban Chấp hành Trung ương                    |          |                      |            |           |                                  |
| 3                                                       |          | Aleksandr Myasnikyan | 4/2/1919   | 27/2/1919 | Đảng Cộng sản Belarus            |
| Khuyết (27/2/1919 – 13/12/1919)                         |          |                      |            |           |                                  |
| 4                                                       |          | Pyotra Krecheuski    | 13/12/1919 | 4/2/1919  | Độc lập/không đảng phái          |
| Chủ tịch Chính phủ Đối lập                              |          |                      |            |           |                                  |
| (1)                                                     |          | Jan Sierada          | 13/12/1919 | 7/1920    | Đại hội Xã hội chủ nghĩa Belarus |

### Cộng hòa Nhân dân Belarusở hải ngoại (từ 1920)

#### Tổng thống
Tại Vilnius tới năm 1925, sau là Prague, hiện tại là Canada:
- Pyotra Krecheuski (11/1920 – 8/3/1928)
- Vasil Zakharka (8/3/1928 – 6/3/1943)
- Mikola Abramchyk (6/3/1943 – 29/5/1970)
- Vintsent Zhuk-Hryshkyevich (5/1970 – 11/1982)
- Jazep Sazhych (11/1982 – 1997)
- Barys Rahula (1997, quyền)
- Ivonka Survilla (1997–nay)

### Cộng hòa Xã hội chủ nghĩa Xô viết Byelorussia(1920–1991)

#### Bí thư thứ nhất Đảng Cộng sản Belarus
| STT | Bí thư      | Bí thư                        | Bắt đầu    | Kết thúc              | Đảng                  |
| --- | ----------- | ----------------------------- | ---------- | --------------------- | --------------------- |
| 2   |             | Vilgelm Knorinsh              | 9/8/1920   | 30/12/1922            | Đảng Cộng sản Belarus |
| (2) | 30/12/1922  | Vilgelm Knorinsh              | 1923       | Đảng Cộng sản Belarus |                       |
| 3   |             | Aleksandr Osatkin-Vladimirsky | 1923       | 13/5/1924             | Đảng Cộng sản Belarus |
| 4   |             | Aleksandr Krinitsky           | 13/5/1924  | 22/12/1925            | Đảng Cộng sản Belarus |
| 5   |             | Nikolay Goloded               | 22/12/1925 | 7/5/1927              | Đảng Cộng sản Belarus |
| (2) |             | Vilgelm Knorinsh              | 7/5/1927   | 4/12/1928             | Đảng Cộng sản Belarus |
| 6   | không khung | Yan Gamarnik                  | 4/12/1928  | 3/1/1930              | Đảng Cộng sản Belarus |
| 7   |             | Konstantin Gey                | 3/1/1930   | 18/1/1932             | Đảng Cộng sản Belarus |
| 8   |             | Nikolay Gikalo                | 18/1/1932  | 18/3/1937             | Đảng Cộng sản Belarus |
| 9   |             | Vasily Sharangovich           | 18/3/937   | 17/7/1937             | Đảng Cộng sản Belarus |
| —   |             | Yakov Yakovlev                | 17/7/937   | 8/8/1937              | Đảng Cộng sản Belarus |
| 10  |             | Aleksei Volkov                | 11/8/1937  | 18/6/1938             | Đảng Cộng sản Belarus |
| 11  |             | Panteleimon Ponomarenko       | 18/6/1938  | 7/3/1947              | Đảng Cộng sản Belarus |
| 12  |             | Nikolay Gusarov               | 7/3/1947   | 31/5/1950             | Đảng Cộng sản Belarus |
| 13  |             | Nikolai Patolichev            | 31/5/1950  | 28/7/1956             | Đảng Cộng sản Belarus |
| 14  |             | Kiril Mazurov                 | 28/7/1956  | 30/3/1965             | Đảng Cộng sản Belarus |
| 15  |             | Petr Masherov                 | 30/3/1965  | 4/9/1980              | Đảng Cộng sản Belarus |
| 16  |             | Tikhon Kiselyov               | 4/9/1980   | 11/1/1983             | Đảng Cộng sản Belarus |
| 17  |             | Nikolay Slyunkov              | 13/1/1983  | 6/2/1987              | Đảng Cộng sản Belarus |
| 18  |             | Yefrem Sokolov                | 6/2/1987   | 30/11/1990            | Đảng Cộng sản Belarus |
| 19  |             | Anatoly Malofeyev             | 30/11/1990 | 15/8/1991             | Đảng Cộng sản Belarus |

### Cộng hòa Belarus(1991–nay)

#### Chủ tịch Xô viết Tối cao
| STT | Chủ tịch | Chủ tịch                            | Bắt đầu   | Kết thúc  | Đảng                    |
| --- | -------- | ----------------------------------- | --------- | --------- | ----------------------- |
| 1   |          | Stanislau Shushkevich               | 15/8/1991 | 26/1/1994 | Độc lập/không đảng phái |
| —   |          | Vyacheslav Kuznetsov Quyền chủ tịch | 26/1/1994 | 28/1/1994 | Độc lập/không đảng phái |
| 2   |          | Myechyslaw Hryb                     | 28/1/994  | 20/7/1994 | Độc lập/không đảng phái |

#### Tổng thống
| STT | Chủ tịch | Chủ tịch             | Bắt đầu   | Kết thúc  | Bầu cử | Đảng                    |
| --- | -------- | -------------------- | --------- | --------- | ------ | ----------------------- |
| 1   |          | Alexander Lukashenko | 20/7/1994 | Tại nhiệm | 1994   | Độc lập/không đảng phái |
| 1   | 2001     | Alexander Lukashenko | 20/7/1994 | Tại nhiệm |        | Độc lập/không đảng phái |
| 1   | 2006     | Alexander Lukashenko | 20/7/1994 | Tại nhiệm |        | Độc lập/không đảng phái |
| 1   | 2010     | Alexander Lukashenko | 20/7/1994 | Tại nhiệm |        | Độc lập/không đảng phái |
| 1   | 2015     | Alexander Lukashenko | 20/7/1994 | Tại nhiệm |        | Độc lập/không đảng phái |